# Štítov
Štítov (en allemand : Stittow, auparavant Stitow) est une commune du district de Rokycany, dans la région de Plzeň, en République tchèque. Sa population s'élevait à 55 habitants en 2021.

## Géographie
Štítov se trouve à 11 km au sud-sud-est de Rokycany, à 24 km au sud-est de Plzeň et à 72 km au sud-ouest de Prague.
La commune est limitée par Mirošov au nord, par Skořice au nord et à l'est, par Trokavec au sud et par Příkosice à l'ouest.

## Histoire
La première mention écrite du village date de 1460.
À la suite de la suppression de la zone militaire de Brdy, en 2014, le territoire de la commune de Štítov s'est agrandi de 132 ha correspondant à une nouvelle section cadastrale, Štítov v Brdech.

## Transports
Par la route, Štítov se trouve à 4 km de Mirošov, à 13 km de Rokycany, à 30 km de Plzeň et à 93 km de Prague. 